# Mount Asgard
Der Mount Asgard (Inuktitut ᓯᕙᓂᑎᕈᑎᖑᐊᒃ, Sivanitirutinguak) ist ein Berg im Auyuittuq-Nationalpark auf Baffin Island, Nunavut, Kanada. Er ist nach Asgard, dem Heim der Götter in der nordischen Mythologie, benannt. Der Mount Asgard besteht aus zwei Plateau-Gipfeln, die mit einem Sattel verbunden sind, hat eine Höhe von 2015 Metern und wurde im Jahre 1953 zum ersten Mal bestiegen. Charlie Porter gelang 1975 mit der Solo-Begehung der Nordwand des Nordturms die erste Grade VII Bigwall-Route der Welt.
Er diente im Juli 1976 als Drehort für einen Ski-Stunt von Stuntman Rick Sylvester im James-Bond-Film „Der Spion, der mich liebte“. Am Schluss der Eröffnungsszene, einer Verfolgungsjagd gedreht im Gebiet des Piz Bernina, springt Bond mit einem Fallschirm auf Skiern über die Klippe.